# Megachile angulata
Megachile angulata är en biart som beskrevs av Smith 1853. Megachile angulata ingår i släktet tapetserarbin, och familjen buksamlarbin. Inga underarter finns listade i Catalogue of Life.